# Ivar Ballangrud
Ivar Eugen Ballangrud, nato Eriksen (Lunner, 7 marzo 1904 – Trondheim, 1º giugno 1969), è stato un pattinatore di velocità su ghiaccio norvegese.

## Palmarès

### Olimpiadi invernali
- Oro a Sankt Moritz 1928 nei 5000 metri.
- Oro a Garmisch-Partenkirchen 1936 nei 500 metri.
- Oro a Garmisch-Partenkirchen 1936 nei 5000 metri.
- Oro a Garmisch-Partenkirchen 1936 nei 10000 metri.
- Argento a Lake Placid 1932 nei 10000 metri.
- Argento a Garmisch-Partenkirchen 1936 nei 1500 metri.
- Bronzo a Sankt Moritz 1928 nei 1500 metri.

### Mondiali - Completi
- Oro a Trondheim 1926.
- Oro a Lake Placid 1932.
- Oro a Davos 1936.
- Oro a Davos 1938.
- Argento a Davos 1928.
- Argento a Oslo 1929.
- Argento a Oslo 1930.
- Argento a Oslo 1935.
- Bronzo a Helsinki 1931.
- Bronzo a Trondheim 1933.
- Bronzo a Helsinki 1934.

### Europei - Completi
- Oro a Davos 1929.
- Oro a Trondheim 1930.
- Oro a Viipuri 1933.
- Oro a Oslo 1936.
- Bronzo a Stoccolma 1927.
- Bronzo a Oslo 1938.